# Hlușîn, Brodî
Hlușîn (în ucraineană Глушин) este un sat în comuna Ponîkovîțea din raionul Brodî, regiunea Liov, Ucraina.

## Demografie
Componența lingvistică a localității Hlușîn
     Ucraineană (100%)
Conform recensământului din 2001, toată populația localității Hlușîn era vorbitoare de ucraineană (100%).